# خورشیدگرفتگی ۳ ژانویه ۱۹۴۶
خورشیدگرفتگی ۳ ژانویه ۱۹۴۶ (به انگلیسی: Solar eclipse of January 3, 1946) یک خورشیدگرفتگی از نوع خورشیدگرفتگی جزئی است. این خورشیدگرفتگی در تاریخ ۳ ژانویه ۱۹۴۶ میلادی (‎۱۳ دی ۱۳۲۴ خورشیدی) روی داد که زمان اوج آن، ساعت ۱۲:۱۶:۱۱ به‌وقت ساعت هماهنگ جهانی بوده‌است.